# District de Higashichikuma
Le district de Higashichikuma (東筑摩郡, Higashichikuma-gun) est un district de la préfecture de Nagano au Japon.

## Géographie
Le district de Higashichikuma s'étend sur 282,65 km2.

### Municipalités
- Asahi
- Chikuhoku
- Ikusaka
- Omi
- Yamagata

## Histoire
- Le 1er avril 1959, le bourg de Shiojiri et les villages de Kataoka, Hirooka, Souga et Chikumaji fusionnent pour former la ville de Shiojiri.
- Le 28 juin 1961, le village de Seba est annexé à la ville de Shiojiri.
- Le 1er mai 1974, le village de Hongo est annexé à la ville de Matsumoto.
- Le 1er avril 2005, le village de Shiga est annexé à la ville de Matsumoto.
- Le 11 octobre 2005, les villages de Honjō, Sakakita et Sakai fusionnent pour former le village de Chikuhoku.
- Le 31 mars 2010, le bourg de Hata est annexé à la ville de Matsumoto.